# 촐어
촐어는 멕시코의 치아파스주에 거주하는 촐족이 사용하는 마야어족 언어이다.
가까운 친척인 초르티어 및 촌탈 마야어와 함께 촐어군에 속한다. 촐어군은 언어학적으로 마야어족의 오래된 특성을 많이 유지하고 있으며, 고전 마야어와 가장 유사한 직계 후손으로 여겨진다.

## 형태통사론
기본 어순은 VOS형이다. 그러나 올바른 어순은 생물성, 한정성, 주제화와 초점 등에 따라 변할 수 있어서 VOS 어순이 항상 옳은 것은 아니다.
촐어는 분열 능격성 언어이다. 완망상에서는 능격-절대격 정렬이 나타나지만, 미완망상에서는 주격-대격 정렬이 나타나는 것이다.
수사가 포함된 명사구에는 반드시 수분류사가 사용된다. 수분류사는 수사와 명사 사이에 오며, 명사의 의미적 특징에 따라 다른 수분류사가 선택된다.
예를 들어 사람을 세는 데는 -tyikil가 쓰이고, 나무를 세는 데는 -tyejk가 쓰인다.

## 음운론
촐어에는 다음과 같은 음소가 있다.

### 닿소리
|                |        | 양순음 | 치경음 | 후치경음   | 경구개음   | 연구개음 | 성문음 |
| -------------- | ------ | ------ | ------ | ---------- | ---------- | -------- | ------ |
| 비음           | 비음   | m      |        |            | ñ(/ɲ/)     |          |        |
| 파열음/ 파찰음 | 유성음 | b      |        |            |            |          | -(/ʔ/) |
| 파열음/ 파찰음 | 무성음 | p      | ts     | ch(/tʃ/)   | ty(/tʲ/)   | k        | -(/ʔ/) |
| 파열음/ 파찰음 | 방출음 | pʼ     | tsʼ    | chʼ(/tʃʼ/) | tyʼ(/tʲʼ/) | kʼ       | -(/ʔ/) |
| 마찰음         | 마찰음 |        | s      | x(/ʃ/)     |            | j(/x/)   |        |
| 유음           | 설측음 |        | l      |            |            |          |        |
| 유음           | 전동음 |        | r      |            |            |          |        |
| 반모음         | 반모음 | w      |        |            | y(/j/)     |          |        |

/n, t/는 /ɲ, ts/의 변이음으로만 나타난다.

### 홀소리
|        | 전설 | 중설   | 후설 |
| ------ | ---- | ------ | ---- |
| 고모음 | i    | ä(/ɨ/) | u    |
| 중모음 | e    |        | o    |
| 저모음 |      | a      |      |

## 참고 문헌
Aulie, H. Wilbur; Evelyn W. Aulie, 편집. (1998) [1978]. 《Diccionario Chʼol de Tumbalá, Chiapas, con variaciones dialectales de Tila y Sabanilla》 [Chʼol Dictionary of Tumbalá, Chiapas with dialectal variations from Tila and Sabanilla]. Serie de vocabularios y diccionarios indígenas "Mariano Silva y Aceves", No. 121. Emily Stairs electronic reproduction wi March 2005 corrections, 2판. Coyoacán, D.F.: Instituto Lingüístico de Verano. ISBN 968-31-0291-3. OCLC 42692322.
Coon, Jessica (2010). “Complementation in Chol (Mayan): A Theory of Split Ergativity” (electronic version). Massachusetts Institute of Technology. 2010년 7월 15일에 확인함. [includes a grammatical sketch of the language]
Schumann, Otto Gálvez (1973). 《La lengua Chol de Tila (Chiapas)》. UNAM..
Warkentin, Viola; Ruby Scott (1980). 《Gramática Chʼol》. Summer Institute of Linguistics.
“Estadística básica de la población hablante de lenguas indígenas nacionales 2015”. 《site.inali.gob.mx》. 2019년 10월 26일에 원본 문서에서 보존된 문서. 2019년 10월 26일에 확인함.